# Encardia
Encardia è un gruppo di musica popolare formatosi nel 2004 in Grecia. Il suo repertorio include musiche popolari del Mediterraneo ma soprattutto dell'Italia Meridionale: brani di pizzica, tarantella, canti popolari e a contenuto sociale. Con la loro attività hanno creato un certo interesse in Grecia per la musica popolare italiana, tra l'altro facendo leva sui brani delle comunità della minoranza linguistica greca d'Italia.
Oltre che in Grecia, si sono esibiti anche Italia, Francia e Cipro. Hanno collaborato con vari rappresentanti della musica italiana meridionale ed artisti greci, nonché l'Orchestra Sinfonica di Atene. Nell'agosto 2008 il gruppo si è esibito, insieme a Giovanni Avantaggiato dei Ghetonìa, al festival "La notte della Taranta" in Puglia, alla presenza di 120.000 spettatori.
Nel 2012 Angelos Kovotsos ha fatto un documentario sulla loro musica: "Encardia, la pietra che balla", vincendo il Premio del Pubblico al 14º Festival di Documentari di Salonicco.

## Componenti del gruppo
- Kostas Kostantatos (voce, mandolino, tamburello), uno dei membri fondatori.
- Vangélis Papageorgíou (arrangiamenti - orchestrazioni, fisarmonica)
- Anastasía Doulfí (voce, castagnette), membro fondatore.
- Michális Kontaxákis (chitarra), dal 2004.
- Dimítris Tsekoúras (contrabbasso), collabora con Encardia dal 2006.
- Konstantína Kalkáni, tra i membri fondatori
- Gianna Chamaleli, dal 2005; con Konstantína Kalkáni sono il duo di Ballo del Mare, che ballano col gruppo Encardia.
- Natalía Kotsáni (voce), dal gennaio 2012.

## Discografia
- Agapi mou fidella, 2005, con la partecipazione di Argýris Bakirtzís e Níkos Portokáloglou
- La fiaba della taranta (Το παραμύθι της ταραντούλας), 2007
- Kalos irtate, 2008
- Miterra (μηTerra), 2010, con la partecipazione di Alkinoos Ioannidis, Ilias Logothetis, Franco Corlianò